# NGC 7492
NGC 7492 (również GCL 125) – gromada kulista znajdująca się w gwiazdozbiorze Wodnika. Odkrył ją William Herschel 21 września 1786 roku. Jest położona w odległości ok. 85,8 tys. lat świetlnych od Słońca oraz 82,5 tys. lat świetlnych od centrum Galaktyki.